# 勇敢的心 (电视剧)
《勇敢的心》，是郭靖宇和柏杉指导的一部年代剧，2013年7月殺青，由杨志刚、于毅、张少华、杜若溪等人主演。2014年8月21日在江苏、北京、天津、山东卫视首播。本剧的前半部分主要讲述民国初期军阀割据时期，霍家经历的恩怨情仇；后半部分讲述的是一段抗日传奇，安排在被称为“抗战月”的9月播出。

## 主要角色
| 演員   | 角色             | 介紹                                                               |
| 杨志刚 | 霍啸林           | 男主角，霍家少爷                                                   |
| 杜若溪 | 梅九哥           | 女主角，霍啸林心上人                                               |
| 于毅   | 赵舒城           | 男二，霍啸林的亲弟弟                                               |
| 张少华 | 奶奶             | 霍啸林的奶奶                                                       |
| 衣珊   | 樱桃             | 霍家丫鬟，霍啸林的大老婆                                           |
| 肖茵   | 翠儿             | 霍啸林的妾                                                         |
| 刘芊含 | 玛丽亚           | 赵舒城恋人，霍啸林的妾                                             |
| 刘芊含 | 玛丽亚           | 猎户的妹妹，霍啸林的妾                                             |
| 马赫   | 约翰乔           | 霍啸林的替身                                                       |
| 巨兴茂 | 小六             | 霍啸林的兄弟                                                       |
| 牛北壬 | 冯大眼珠子       | 霍啸林的兄弟                                                       |
| 寇振海 | 霍绍昌           | 霍啸林和赵舒城的父亲，前朝举人                                     |
| 史可   | 单美仪（华夫人） | 霍绍昌妻子，霍啸林、赵舒城生母。因于与仆人赵金虎通奸，被赶出霍家。 |
| 申军谊 | 赵金虎           | 民国军阀                                                           |